# Cascata de Fervença
A Cascata de Fervença é uma queda de água (cascata) localizada na fronteira das freguesias de Boivães e Grovelas, município de Ponte da Barca, distrito de Viana do Castelo, em Portugal.
Apresenta-se com águas cristalinas e límpidas. As águas que dão origem a esta cascata provém do rio Fervença e cai sobre a rocha dura da serra de uma altura de 20 metros.
Encontra-se envolta por uma paisagem natural verdejante onde despontam vários rios e riachos, surgem caminhos sinuosos e antigas casas ainda cobertas de colmo e ardósia.

### Cascatas no distrito de Viana do Castelo
- Cascata de Fervença
- Cascata do Laboreiro
- Cascata da Peneda